# Corneville-sur-Risle
Corneville-sur-Risle – miejscowość i gmina we Francji, w regionie Normandia, w departamencie Eure.
Według danych na rok 1990 gminę zamieszkiwały 1163 osoby, a gęstość zaludnienia wynosiła 88 osób/km² (wśród 1421 gmin Górnej Normandii Corneville-sur-Risle plasuje się na 187. miejscu pod względem liczby ludności, natomiast pod względem powierzchni na miejscu 200.).